# Watson-Halbinsel
Die Watson-Halbinsel ist eine 3 km lange Halbinsel an der Nordküste der Laurie-Insel im Archipel der Südlichen Orkneyinseln. Sie trennt die Macdougal Bay im Westen von der Marr Bay im Osten. Der Endpunkt der Watson-Halbinsel ist Kap Valavielle, die nördlichste Landmasse der Laurie-Insel.
Teilnehmer der Scottish National Antarctic Expedition (1902–1904) kartierten die Halbinsel im Jahr 1903. Expeditionsleiter William Speirs Bruce benannte sie nach dem schottischen Yachtkonstrukteur George Lennox Watson (1851–1904), der die Umrüstung des Forschungsschiffs Scotia kostenfrei vornahm.